# Eisenbahnunfall von Bachhrawan
Der Eisenbahnunfall von Bachhrawan war die Prellbocküberfahrt eines Zuges im Bahnhof von Bachhrawan im indischen Bundesstaat Uttar Pradesh am 20. März 2015. Mindestens 58 Menschen starben.

## Ausgangslage
Der Janata Express von Dehradun nach Varanasi der Indian Railways fuhr auf den Bahnhof von Bachhrawan zu, wo er planmäßig halten sollte. In dem Zug befanden sich ca. 400 Reisende und etwa 85 Mitarbeiter der Eisenbahn.

## Unfallhergang
Etwa 1400 Meter vor dem Bahnhof von Bachhrawan stand das Vorsignal auf „Halt erwarten“. Der Lokomotivführer versuchte zu bremsen, aber die Bremsen versagten. Er meldete dies per Sprechfunk an den Fahrdienstleiter des Bahnhofs, der den Zug auf ein Überholgleis leitete. Die dringende Bitte des Lokomotivführers, den Zug auf dem durchgehenden Hauptgleis zu belassen, wurde ignoriert. Das Ausfahrsignal am Ende des Überholgleises war mit einer Schutzweiche gesichert. Da dieses Signal auf „Halt“ stand, war die signalabhängige Weiche in Richtung Schutzgleis gestellt und dieses endete mit einem Prellbock. Der Zug fuhr gegen 9:10 Uhr in den Bahnhof ein, versuchte weiter zu bremsen, was aber nicht gelang, so dass er das „Halt“ gebietende Signal überfuhr und auf den Prellbock prallte. Die Lokomotive und die zwei folgenden Wagen entgleisten, ein Gepäckwagen und ein stark besetzter Personenwagen 3. Klasse. Diese wurden zwischen der plötzlich stehenden Lokomotive und dem nachdrückenden Zug zerquetscht.

## Folgen
Mindestens 58 Menschen starben, etwa 150 wurden darüber hinaus verletzt.